# ITF Braunschweig
Das ITF Braunschweig (offiziell: Braunschweig Women’s Open) ist ein Tennisturnier des ITF Women’s Circuit, das seit 2009 in Braunschweig ausgetragen wird.

## Siegerliste

### Einzel
| Jahr                   | Siegerin                | Finalgegnerin         | Ergebnis       |
| ---------------------- | ----------------------- | --------------------- | -------------- |
| ↓ Kategorie: $10.000 ↓ |                         |                       |                |
| 2009                   | Korina Perkovic         | Matea Mezak           | 2:6, 6:3, 6:2  |
| 2010                   | Scarlett Werner         | Aminat Kuschchowa     | 6:3, 6:0       |
| 2011                   | Dinah Pfizenmaier       | Syna Kayser           | 7:65, 6:1      |
| 2012                   | Katharina Lehnert       | Cindy Burger          | 6:4, 2:6, 7:66 |
| ↓ Kategorie: $15.000 ↓ |                         |                       |                |
| 2013                   | Kristina Barrois        | Myrtille Georges      | 4:6, 6:2, 6:3  |
| 2014                   | Antonia Lottner         | Conny Perrin          | 6:3, 6:3       |
| 2015                   | Jil Teichmann           | Ekaterina Alexandrova | 6:3, 6:3       |
| ↓ Kategorie: $25.000 ↓ |                         |                       |                |
| 2016                   | Nina Stojanović         | Ekaterine Gorgodse    | 6:4, 6:3       |
| 2017                   | Magdalena Fręch         | Olga Sáez Larra       | 6:1, 2:6, 7:63 |
| 2018                   | Anastasia Zarycká       | Jule Niemeier         | 6:1, 6:3       |
| 2019                   | Çağla Büyükakçay        | Katharina Gerlach     | 6:4, 6:2       |
| 2020                   | abgesagt                | abgesagt              | abgesagt       |
| 2021                   | Nastasja Mariana Schunk | Anna Klasen           | 6:3, 6:1       |
| 2022                   | Brenda Fruhvirtová      | Noma Noha Akugue      | 6:3, 6:1       |
| 2023                   | Ella Seidel             | Julia Middendorf      | 7:64, 6:3      |
| ↓ Kategorie: W35 ↓     |                         |                       |                |
| 2024                   | Sinja Kraus             | Marina Melnikowa      | 6:3, 3:6, 6:1  |

### Doppel
| Jahr                   | Siegerinnen                              | Finalgegnerinnen                         | Ergebnis          |
| ---------------------- | ---------------------------------------- | ---------------------------------------- | ----------------- |
| ↓ Kategorie: $10.000 ↓ |                                          |                                          |                   |
| 2009                   | Elisa Peth Scarlett Werner               | Sabrina Baumgarten Syna Kayser           | 2:6, 6:3, [10:6]  |
| 2010                   | Aminat Kuschchowa Olga Panowa            | Jana Nabel Antonia Lottner               | 6:3, 6:0          |
| 2011                   | Karen Barbat Trang Phuong Dai Huynh      | Sabrina Baumgarten Katharina Lehnert     | 6:2, 6:4          |
| 2012                   | Jasmina Kajtazovic Anna Smolina          | Kim-Alice Grajdek Sylwia Zagorska        | 6:1, 6:3          |
| ↓ Kategorie: $15.000 ↓ |                                          |                                          |                   |
| 2013                   | Clothilde de Bernardi Isabella Shinikova | Tereza Malikova TerezaSmitkova           | 3:6, 6:1, [10:8]  |
| 2014                   | Chanel Simmonds Conny Perrin             | Polina Leikina Isabella Schinikowa       | 6:3, 6:0          |
| 2015                   | Mana Ayukawa Gaia Sanesi                 | Shaline-Doreen Pipa Anastazja Rosnowska  | 3:6, 7.65, [10:4] |
| ↓ Kategorie: $25.000 ↓ |                                          |                                          |                   |
| 2016                   | Katharina Gerlach Katharina Hobgarski    | Anita Husarić Nina Stojanović            | 6:4, 6:3          |
| 2017                   | Cornelia Lister María Teresa Torró Flor  | Anastassija Komardina Diāna Marcinkēviča | 3:6, 7:65, [11:9] |
| 2018                   | Julia Wachaczyk Anastasia Zarycká        | Cornelia Lister Diāna Marcinkēviča       | 6:4, 3:6, [11:9]  |
| 2019                   | Polina Leikina Marine Partaud            | Oqgul Omonmurodova Albina Xabibulina     | 6:4, 1:6, [10:5]  |
| 2020                   | abgesagt                                 | abgesagt                                 | abgesagt          |
| 2021                   | Katharina Hobgarski Walerija Strachowa   | Tamira Paszek Chiara Scholl              | 3:6, 6:2, [12:10] |
| 2022                   | Martina Colmegna Anna Klasen             | Veronika Erjavec Weronika Falkowska      | 6:3, 2:6, [10:5]  |
| 2023                   | Tea Lukic Joëlle Steur                   | Amelie Van Impe Hanne Vandewinkel        | 6:4, 7:5          |
| ↓ Kategorie: W35 ↓     |                                          |                                          |                   |
| 2024                   | Funa Kozaki Erika Sema                   | Sarah Iliev Ikumi Yamazaki               | 6:3, 7:69         |

## Quelle
- ITF Homepage